# All Summers End
All Summers End è un film del 2017 diretto da Kyle Wilamowski ed interpretato da Tye Sheridan, Kaitlyn Dever, Austin Abrams, Beau Mirchoff, Paula Malcomson e Annabeth Gish.

## Trama
Conrad, Hunter e Tim sono tre amici intimi che vivono in una piccola città. Grace si affeziona a Conrad e i due iniziano a passare molto tempo insieme, il che causa una rottura nel rapporto di Conrad con Hunter e Tim. Avendo promesso a Hunter e Tim di uscire il 4 luglio, Conrad rifiuta l'invito a guardare i fuochi d'artificio con la famiglia di Grace. I tre ragazzi guidano in giro per la città rubando ornamenti da giardino e Conrad, osando, va a rubare una pianta dal portico della casa di Grace. All'insaputa di loro, Grace aveva precedentemente litigato con suo fratello Eric, che di conseguenza è rimasto a casa mentre Grace e i suoi genitori andavano a vedere i fuochi d'artificio.
I ragazzi vengono quasi catturati da Eric, il quale si mette ad inseguirli in auto fino alla periferia della città. I ragazzi riescono ad evitare un cervo che cammina in mezzo alla strada, mentre Eric lo investe e finisce con lo schiantarsi contro un albero. I ragazzi discutono se chiedere aiuto visto che Eric sta ancora respirando, ma abbandonano la scena dell'incidente sperando che qualcuno passi di lì presto ed avverta i soccorsi. Il giorno seguente, si sparge la voce in tutta la città che Eric è morto. Grace è piena di sensi di colpa a causa della sua lite con Eric e trova conforto in Conrad, che ha rotto con Tim e Hunter a causa del loro rifiuto di aiutare Eric sulla scena dell'incidente.
Conrad cerca di dire a Grace la verità ma viene interrotto dai suoi genitori. Grace trova conforto in Conrad ed i due diventano sempre più intimi. La notte in cui i genitori di Grace vanno al college di Eric per svuotare la sua stanza, lei perde la sua verginità con Conrad. La mattina dopo Grace va in chiesa, dicendo a Conrad che avrebbe avuto la casa per sé, ma i suoi genitori tornano presto. I genitori di Grace scoprono l'involucro del preservativo scartato e, sentendosi tradito, dicono a Conrad di andarsene.
Grace litiga con i suoi genitori e va a cercare Conrad, trovandolo in una casa abbandonata che le aveva mostrato in precedenza. Conrad, ora in difficoltà, confessa la verità a Grace e lei se ne va, dicendogli che non vuole più vederlo. Conrad torna a casa e racconta a sua madre cos'è successo. Dopo questo discorso, va a trovare i genitori di Grace per raccontare loro la verità sull'incidente di Eric e per restituire loro la pianta rubata.
Alla fine del film viene rivelato che Conrad non ha mai più avuto contatti con Grace e spera che lei stia bene ovunque si trovi. Inoltre viene rivelato che Conrad si è sposato ed ha avuto un figlio che ha chiamato Eric.

## Produzione
Il film è stato girato nella Carolina del Nord nel luglio 2013 con il titolo di lavorazione Grass Stains.

## Distribuzione
Nell'aprile 2018, Gravitas Ventures ha acquisito i diritti di distribuzione nordamericana per il film, ribattezzato All Summers End, ed ha fissato la data di uscita del film per il 1 giugno 2018.

## Accoglienza
Su Rotten Tomatoes il film ha 4 recensioni elencate, 1 recensione positiva e 3 recensioni negative.

## Riconoscimenti[6]
- 2017 - Santa Barbara International Film Festival
  - Nomination Panavision Spirit Award for Independent Cinema a Kyle Wilamowski